# Двор Генриха III
«Двор Генриха III» или «Генрих III и его двор» (фр. Henri III et sa cour) — историческая драма в прозе французского писателя Александра Дюма-отца, первое из его произведений, поставленных на большой сцене (в 1829 году). Эта пьеса принесла Дюма известность, впоследствии использованный в ней материал лёг в основу сюжета романа «Графиня де Монсоро» и драмы с таким же названием.

## Сюжет
Действие пьесы происходит во Франции в 1578 году. Королева-мать Екатерина Медичи решает рассорить между собой двух людей, имеющих влияние на её сына, короля Генриха III, — Генриха Лотарингского, герцога де Гиза, и графа де Сен-Мегрена. Она подстраивает встречу последнего с женой Гиза Екатериной Клевской, и герцогиня признаётся Сен-Мегрену в любви. Гиз находит в комнате, которую только что покинул граф, платок с вензелем жены. Позже он требует от короля назначить главу Католической лиги, но тот откладывает решение.
Сен-Мегрен провоцирует ссору с Гизом и вызывает его на дуэль. Тот, чтобы избежать поединка и отомстить, заставляет жену написать графу любовное послание с просьбой прийти ночью накануне дуэли в её покои. Генрих III объявляет главой Лиги себя и таким образом разрушает планы Гиза. Сен-Мегрен принимает приглашение, и в финальной сцене его, израненного в схватке с людьми герцога, душат платком с вензелем Екатерины.

## Создание и постановка
Александр Дюма написал «Двор Генриха III» в 1828 году, в возрасте 26 лет. Тогда он работал клерком в канцелярии герцога Орлеанского, а в свободное от службы время занимался литературой. Дюма уже был автором пьес «Страсбургский майор», «Охота и любовь», «Христина». Последнюю он пытался поставить на сцене, и её даже приняли к постановке в «Комеди Франсэз», но позже автору пришлось её забрать.
Находясь в поисках материала для новой пьесы, Дюма случайно наткнулся на историю о том, как Генрих де Гиз, чтобы проучить свою неверную жену, заставил её выбирать между смертью от кинжала и от яда; та выбрала второе и выпила отравленный, как она думала, бульон, но позже муж ей рассказал, что яда не было. Начав изучать совершенно незнакомую ему эпоху, Дюма заинтересовался ещё одним эпизодом, связанным с супружеской неверностью: граф де Монсоро заставил жену написать письмо любовнику, сеньору де Бюсси, и пригласить в свои покои, где его ждали убийцы. Драматург объединил эти две истории и за два месяца написал пьесу.
Намереваясь поставить «Двор Генриха III» в «Комеди Франсез», Дюма организовал несколько читок, на последнюю из которых пригласил актёров этого театра. Пьеса имела большой успех, и дирекция «Комеди Франсез» приняла её к постановке вне очереди. Премьера состоялась 11 февраля 1829 года, на спектакль пришли герцог Орлеанский с ещё целым рядом представителей высшей аристократии, Виктор Гюго, Шарль Нодье, Альфред де Виньи. Публика приветствовала пьесу с восторгом, так что Дюма мгновенно стал знаменитым.
Впоследствии сюжет с Бюсси и графом де Монсоро писатель использовал в романе «Графиня де Монсоро» (1846) и одноимённой пьесе (1860).

## Оценки
Сам Дюма в «Мемуарах» рассказывает, что «со времён „Генриха III“ поставил более 50 пьес, и ни одна из них не сделана более искусно». «Двор Генриха III» с его крайним для того времени натурализмом и бурными страстями нарушал все основные принципы классического театра, и его успех в «Комеди Франсез» стал одной из первых побед жанра романтической драмы. Стендаль в своей рецензии написал, что в этой пьесе «конечно, есть большие недостатки; тем не менее она захватывающе интересна, и представление её можно считать самым замечательным событием этой зимы». И. В. Гёте, посетив спектакль, заметил, что драма «превосходна, но публике не по зубам».
Один из сторонников классицизма написал после премьеры «Генриха III»: «Если публике нужны рыдания, пусть она идёт на бульвары. Комеди Франсез необходимо оградить от этой постыдной заразы». Однако пьесу вычеркнули из репертуара театра только в 1895 году, после 153 спектаклей.
Биограф Дюма Андре Моруа констатирует, что в «Генрихе III» Дюма крайне вольно обращается с фактами, упрощая действительность, что его персонажи лишены психологической глубины, а действие разворачивается исключительно под влиянием внешних факторов. Сильной стороной пьесы остаётся захватывающая интрига, которой она и была обязана своим успехом.